# Jerusalemdagen (Israel)
Jerusalemdagen (hebreiska יום ירושלים, Yom Yerushalayim) är en israelisk nationell helgdag till minne av återförenandet av Jerusalem i juni 1967. 
Dagen firas årligen den 28 Ijar (judiska kalendern). Datumet enligt gregorianska kalendern varierar år från år. Dagen firas av israelerna med ceremonier och flaggparader. Östra Jerusalem erövrades av Israel i sexdagarskriget 1967 och israelisk kontroll etablerades över den gamla staden som fram till dess varit i jordansk ägo. Israelerna kunde då för första gången sedan staten Israel bildades nå fram till Västra muren, den så kallade Klagomuren.
Östra Jerusalem är den del av staden som tilldelades Jordanien vid delningen i samband med Israels grundande 1948. I denna del finns bland annat gamla Jerusalem och några av kristendomens, islams och judendomens heligaste platser såsom Tempelberget, Västra muren, Al-Aqsamoskén och Den heliga gravens kyrka.